# Divizia B 1948–1949
Divizia B 1948–1949 a fost al 10-lea sezon al celui de-al doilea nivel al sistemului de ligi ale fotbalului românesc.

## Formatul
Formatul a fost schimbat de la patru serii de 16 echipe la două serii de 14 echipe. La sfârșitul sezonului, câștigătorii seriei au fost promovați în Divizia A, iar ultimele cinci echipe din fiecare serie au retrogradat în Divizia C.

## Schimbări de echipe
| În Divizia B Promovate din Divizia C — Retrogradate din Divizia A Dermata Cluj Ploiești Dinamo B București UD Reșița | Din Divizia B Retrogradate în District Stăruința Satu Mare Electrica Timișoara BNR București CFR Târgoviște Ripensia Timișoara Sticla Târnăveni CFR Caracal Textila Buhuși CFR Arad CFR Simeria CFR Buzău CFR Iași UF Hunedoara F.C. Baia Mare Craiova Danubiana Roman Indagrara Arad CFR Turda CFR Brașov Tractorul Brașov Locomotiva Reșița Explosivii Făgăraș CFR Craiova Astra Română Poiana Metalosport Ferdinand Tisa Sighet PCA Constanța Franco-Româna Brăila Lugoj CFR Târgu Mureș Venus București ST București Gloria Arad Doljul Craiova Dinamo Suceava Promovate în Divizia A Metalochimic București Politehnica Timișoara |

### Echipe excluse
Sparta Arad și CS Aninoasa au fost excluse din Divizia B.

### Echipe redenumite
Crișana Oradea a fost redenumită CFR Oradea.
FC Ploiești a fost redenumit CFR Ploiești.
Gloria CFR Galați a fost redenumită CFR Galați.
Socec Lafayette București a fost redenumită Socec București.
Sporting Pitești a fost redenumit Țesătatoria Română Pitești.
Șoimii CFR Sibiu a fost redenumit CFR Sibiu.
UD Reșița a fost redenumită Metalochimic Reșița .

### Alte echipe
Phoenix Baia Mare și  Minaur Baia Mare  au fuzionat, prin absorbție, iar echipă a continuat sub forma a fost numită FC Baia Mare
Ferar Cluj și CFR Cluj au fuzionat, Ferar fiind absorbită de CFR, tot CFR Cluj a fost promovată în Divizia A în locul lui Ferar.

## Clasamentele ligii

### Seria I
| Loc | Echipa                    | MJ | V  | E | Î  | GM | GP | DG  | Pct | Promovare sau retrogradare |
| --- | ------------------------- | -- | -- | - | -- | -- | -- | --- | --- | -------------------------- |
| 1   | CFR Sibiu (C, P)          | 26 | 17 | 6 | 3  | 64 | 21 | +43 | 40  | Promovare în Divizia A     |
| 2   | ARLUS Bacău               | 26 | 13 | 7 | 6  | 42 | 29 | +13 | 33  |                            |
| 3   | Textila Sfântu Gheorghe   | 26 | 14 | 4 | 8  | 70 | 34 | +36 | 32  |                            |
| 4   | Astra Română Moreni       | 26 | 13 | 6 | 7  | 46 | 36 | +10 | 32  |                            |
| 5   | Concordia Ploiești        | 26 | 14 | 3 | 9  | 45 | 29 | +16 | 31  |                            |
| 6   | Politehnica Iași          | 26 | 13 | 4 | 9  | 41 | 35 | +6  | 30  |                            |
| 7   | CFR Galați                | 26 | 10 | 8 | 8  | 49 | 44 | +5  | 28  |                            |
| 8   | Țesătoria Română Pitești  | 26 | 12 | 3 | 11 | 32 | 39 | −7  | 27  |                            |
| 9   | Socec București           | 26 | 11 | 5 | 10 | 39 | 40 | −1  | 27  |                            |
| 10  | Arsenal Sibiu (R)         | 26 | 10 | 5 | 11 | 49 | 41 | +8  | 25  | Retrogradare în Divizia C  |
| 11  | CFR Ploiești (R)          | 26 | 7  | 4 | 15 | 26 | 56 | −30 | 18  | Retrogradare în Divizia C  |
| 12  | Grivița CFR București (R) | 26 | 6  | 5 | 15 | 25 | 39 | −14 | 17  | Retrogradare în Divizia C  |
| 13  | Dezrobirea Constanța (R)  | 26 | 4  | 5 | 17 | 27 | 49 | −22 | 13  | Retrogradare în Divizia C  |
| 14  | FC Călărași (R)           | 26 | 3  | 5 | 18 | 19 | 82 | −63 | 11  | Retrogradare în Divizia C  |

### Serie II
| Loc | Echipa                  | MJ | V  | E | Î  | GM | GP | DG  | Pct | Promovare sau retrogradare  |
| --- | ----------------------- | -- | -- | - | -- | -- | -- | --- | --- | --------------------------- |
| 1   | Dinamo B București (C)  | 26 | 15 | 6 | 5  | 72 | 38 | +34 | 36  | Neeligibla pentru promovare |
| 2   | Metalochimic Reșița (P) | 26 | 15 | 4 | 7  | 66 | 35 | +31 | 34  | Promovare în Divizia A      |
| 3   | FC Baia Mare            | 26 | 14 | 6 | 6  | 59 | 38 | +21 | 34  |                             |
| 4   | IS Câmpia Turzii        | 26 | 11 | 7 | 8  | 55 | 41 | +14 | 29  |                             |
| 5   | Minerul Lupeni          | 26 | 12 | 4 | 10 | 49 | 42 | +7  | 28  |                             |
| 6   | Mica Brad               | 26 | 9  | 8 | 9  | 27 | 47 | −20 | 26  |                             |
| 7   | CFR Arad                | 26 | 10 | 6 | 10 | 43 | 37 | +6  | 26  |                             |
| 8   | CFR Satu Mare           | 26 | 9  | 8 | 9  | 41 | 41 | 0   | 26  |                             |
| 9   | CFR Oradea              | 26 | 10 | 6 | 10 | 51 | 49 | +2  | 26  |                             |
| 10  | Dermata Cluj (R)        | 26 | 10 | 6 | 10 | 37 | 33 | +4  | 26  | Retrogradare în Divizia C   |
| 11  | CFR Turnu Severin (R)   | 26 | 8  | 5 | 13 | 32 | 49 | −17 | 21  | Retrogradare în Divizia C   |
| 12  | Solvay Uioara (R)       | 26 | 9  | 1 | 16 | 30 | 69 | −39 | 19  | Retrogradare în Divizia C   |
| 13  | CAM Timișoara (R)       | 26 | 5  | 7 | 14 | 35 | 56 | −21 | 17  | Retrogradare în Divizia C   |
| 14  | Șurianul Sebeș (R)      | 26 | 7  | 2 | 17 | 24 | 46 | −22 | 16  | Retrogradare în Divizia C   |